# Campanula delicatula
Campanula delicatula är en klockväxtart som beskrevs av Pierre Edmond Boissier. Campanula delicatula ingår i släktet blåklockor, och familjen klockväxter. Inga underarter finns listade i Catalogue of Life.